# Sojuz 36
Sojuz 36 è la denominazione di una missione della navicella spaziale Sojuz verso la stazione spaziale sovietica Saljut 6 (DOS 5). Si trattò del trentacinquesimo volo equipaggiato di questa capsula, del cinquantasettesimo volo nell'ambito del programma Sojuz sovietico nonché del dodicesimo volo equipaggiato verso la predetta stazione spaziale  (il decimo equipaggiato - a causa degli insuccessi della Sojuz 25 e Sojuz 33 - che riuscì effettivamente a svolgere la manovra di aggancio).

## Equipaggio

### Equipaggio principale
| Ruolo                  | Equipaggio al lancio                    | Equipaggio all'atterraggio        |
| ---------------------- | --------------------------------------- | --------------------------------- |
| Comandante             | Valerij Kubasov, NPOE Terzo volo        | Viktor Gorbatko, GCTC Terzo volo  |
| Cosmonauta ricercatore | Bertalan Farkas, Intercosmos Primo volo | Phạm Tuân, Intercosmos Primo volo |

### Equipaggio di riserva
| Ruolo                  | Equipaggio                | Equipaggio                |
| ---------------------- | ------------------------- | ------------------------- |
| Comandante             | Vladimir Džanibekov, GCTC | Vladimir Džanibekov, GCTC |
| Cosmonauta ricercatore | Bela Magyari, Intercosmos | Bela Magyari, Intercosmos |

## Missione
Il quinto equipaggio ospite della stazione spaziale Saljut 6, motivo per cui questa missione viene pure catalogata sotto la denominazione di Saljut 6 EP-5 (in russo экспедиция посещения-5 - equipaggio ospite 5) fu contemporaneamente il quinto equipaggio internazionale a volare nel corso del programma Intercosmos. Questa volta la nazione ospite fu l'Ungheria. L'equipaggio fu la prima visita per il quarto equipaggio base della stazione, cioè per i cosmonauti Leonid Popov e Valerij Rjumin. Del resto, la missione si svolse analogamente con le missioni precedenti del programma Intercosmos, cioè venne eseguita la trasmissione in diretta del lancio, vi fu il collegamento con i capi dello Stato con conseguente trasmissioni di saluti e messaggi d'augurio ai compaesani. Inoltre vennero eseguite delle osservazioni e la registrazione di immagini fotografiche (anche di carattere multispettrale mediante la fotocamera "MKF 6") sempre del paese d'origine dell'intercosmonauta ospite. Non potevano mancare le analisi di carattere medico-biologico e vari esperimenti con prodotti tipici del paese ospite.
Kubasov e Farkas ritorneranno a terra il 3 giugno a bordo della Sojuz 35 con la quale il predetto equipaggio base della stazione spaziale era stato lanciato in orbita.

La missione era stata spostata a causa dei problemi con il congegno propulsore principale della Sojuz 33 (che originariamente doveva assumere l'incarico di quinto equipaggio ospite della Saljut 6) dal giugno del 1979 a maggio del 1980.

## Ulteriori dati di volo
- Aggancio alla Saljut 6: 27 maggio 1980, 19:56 UTC
- Distacco dalla Saljut 6: 31 luglio 1980, 11:55 UTC
- Atterraggio equipaggio originale: 3 giugno 1980 a bordo di Sojuz 35 15:07 UTC 140 km a sud-est di  Dzhezkazgan, RSS di Kazakistan
- Durata per l'equipaggio originale: 7 giorni, 20 ore, 46 min
- Orbite terrestri per l'equipaggio originale: 124
- Denominazione Astronomica Internazionale: 1980-41

I parametri sopra elencati indicato i dati pubblicati immediatamente dopo il termine della fase di lancio. Le continue variazioni ed i cambi di traiettoria d'orbita sono dovute alle manovre di aggancio. Pertanto eventuali altre indicazioni risultanti da fonti diverse sono probabili ed attendibili in considerazione di quanto descritto.